# Arnaldo Espínola
Arnaldo Andrés Espínola Benítez (Luque, 3 maggio 1975) è un ex calciatore paraguaiano, di ruolo difensore.